# Pterostichus amethystinus
Pterostichus amethystinus är en skalbaggsart som beskrevs av Mannerheim. Pterostichus amethystinus ingår i släktet Pterostichus och familjen jordlöpare. Inga underarter finns listade i Catalogue of Life.